# Eurytides lysothous harrisianus
A Eurytides lysothous harrisianus é uma subespécie de borboleta, que não tem um nome popular. Ela se encontra em risco de extinção. É encontrada no Poço das Antas, no estado do Rio de Janeiro. Recentemente, sua população sofreu uma grande diminuição graças ao desmatamento.